# Trofeul Carpați (handbal feminin) - Ediția a 47-a
Competiția din 2015 reprezintă a 47-a ediție a Trofeului Carpați la handbal feminin pentru senioare, turneu amical organizat anual de Federația Română de Handbal cu începere din anul 1959. Ediția din 2015, la care au luat parte patru echipe naționale, a fost găzduită de orașul Cluj-Napoca și s-a desfășurat între 20-21 martie 2015.

## Echipe participante
Pe data de 16 ianuarie 2015, Federația Română de Handbal a anunțat cele patru echipe naționale care vor participa la competiție. Acestea au fost România, Brazilia, Germania și Suedia.

### România
Bogdan Burcea, antrenorul secund al echipei naționale a României, a ales următorul lot pentru Trofeul Carpați:
| Portari - Paula Ungureanu (HCM Baia Mare) - Denisa Dedu (Corona Brașov) - Ionica Munteanu (SCM Craiova) Extreme dreapta - Adriana Nechita (HCM Baia Mare) - Laura Chiper (Corona Brașov) Extreme stânga - Valentina Ardean-Elisei (HCM Baia Mare) - Nicoleta Dincă (Corona Brașov) Pivoți - Florina Chintoan („U” Alexandrion Cluj) - Crina Pintea (HC Zalău) - Oana Bondar (Corona Brașov) | Coordonatori - Aurelia Brădeanu (Corona Brașov) - Luciana Marin (HCM Baia Mare) - Andreea Pricopi (Corona Brașov) Intermediari dreapta - Laura Popa („U” Alexandrion Cluj) - Gabriela Perianu (HC Dunărea Brăila) - Cristina Zamfir (Corona Brașov) Intermediari stânga - Cristina Neagu (ŽRK Budućnost Podgorica) - Eliza Buceschi (HCM Baia Mare) - Clara Vădineanu (HCM Râmnicu Vâlcea) - Diana Puiu (HC Zalău) |

Antrenori
- Tomas Ryde - Antrenor principal
- Bogdan Burcea - Antrenor secund

### Brazilia
Morten Soubak, antrenorul echipei naționale a Braziliei, a ales următorul lot pentru Trofeul Carpați:
| Portari - Bárbara Arenhart (HCM Baia Mare) - Mayssa Pessoa (CSM București) - Jessica de Oliveira (AAU - Handebol Concórdia) Extreme dreapta - Alexandra do Nascimento (HCM Baia Mare) - Jéssica Quintino (SPR Lublin SSA) - Célia Costa (Metodista/São Bernardo) Extreme stânga - Fernanda da Silva (CSM București) - Samira Rocha (OGC Nice) Pivoți - Daniela Piedade (Siófok KC) - Fabiana Diniz (Nantes Loire Atlantique Handball) - Tamires Morena (Győri Audi ETO KC) | Coordonatori - Ana Paula Rodrigues (CSM București) - Francielle da Rocha (Hypo Niederösterreich) Intermediari dreapta - Deonise Cavaleiro (CSM București) Intermediari stânga - Karoline de Souza (Nykøbing Falster) - Jaqueline Anastácio (Ringkøbing Handball) - Moniky Bancilon (ESBF) |

Antrenori
- Morten Soubak - Antrenor principal
- Alex Aprile - Antrenor secund

### Germania
Jakob Vestergaard, antrenorul echipei naționale a Germaniei, a ales următorul lot pentru Trofeul Carpați:
| Portari - Jana Krause (Thüringer HC) - Katja Schülke (Handball-Club Leipzig) - Clara Woltering (ŽRK Budućnost Podgorica) Extreme dreapta - Lone Fischer (Buxtehuder SV) - Angie Geschke (VfL Oldenburg) Extreme stânga - Svenja Huber (Thüringer HC) - Marlene Zapf (TuS Metzingen) Pivoți - Anja Althaus (ŽRK Vardar) - Anne Müller (Handball-Club Leipzig) - Luisa Schulze (Handball-Club Leipzig) | Coordonatori - Kim Naidzinavicius (TSV Bayer 04 Leverkusen) - Nina Wörz (Siófok KC) - Kerstin Wohlbold (Thüringer HC) Intermediari dreapta - Anne Hubinger (Handball-Club Leipzig) - Isabell Klein (Buxtehuder SV) - Susann Müller (Győri Audi ETO KC) Intermediari stânga - Ewgenija Minevskaja (TuS Metzingen) - Nadja Nadgornaja (Thüringer HC) - Jessica Oldenburg (Buxtehuder SV) |

Rezerve
- Ann-Cathrin Giegerich (SG BBM Bietigheim)
- Natalie Augsburg (Spreefüxxe Berlin)
- Xenia Smits (HSG Blomberg-Lippe)
- Anna Loerper (TuS Metzingen)
- Alexandra Mazzucco (Handball-Club Leipzig)

Antrenori
- Jakob Vestergaard - Antrenor principal
- Jan Holpert - Antrenor cu portarii

### Suedia
Helle Thomsen, antrenorul echipei naționale a Suediei, a ales următorul lot pentru Trofeul Carpați:

#### Lotul convocat
| Portari - Johanna Bundsen (IK Sävehof) - Filippa Idéhn (IK Sävehof) Extreme dreapta - Nathalie Hagman (Team Tvis Holstebro) - Michaela Ek (Skövde HF) Extreme stânga - Louise Sand (IK Sävehof) - Edijana Dafe (IK Sävehof) Pivoți - Linn Blohm (Team Tvis Holstebro) - Frida Tegstedt (Füchse Berlin) | Coordonatori - Johanna Ahlm (Team Esbjerg) - Sabina Jacobsen (FC Midtjylland) Intermediari dreapta - Ida Odén (IK Sävehof) - Anna-Maria Johansson (Skövde HF) Intermediari stânga - Linnea Torstenson (CSM București) - Jenny Alm (IK Sävehof) - Angelica Wallén (Randers HK) - Johanna Westberg (Randers HK) |

Antrenori
- Helle Thomsen - Antrenor
- Thomas Sivertsson - Antrenor

## Partide

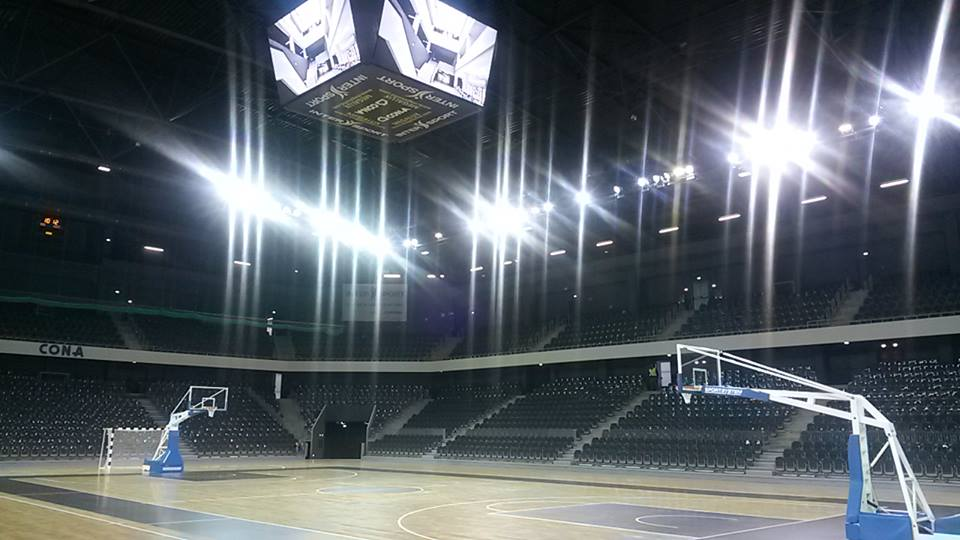
Sala Polivalentă din Cluj

Partidele s-au desfășurat pe durata a două zile, 20 și 21 martie 2015, în Sala Polivalentă din Cluj-Napoca. Biletele au fost puse în vânzare în rețeaua Eventim în luna februarie 2015.
Spre deosebire de ediția anterioară, care s-a desfășurat pe principiul „fiecare cu fiecare” (fiecare echipă a jucat câte un meci împotriva celorlalte trei), iar câștigătoarea a fost desemnată pe baza punctajului și golaverajului obținut, formatul ediției din 2015 a fost schimbat. În prima zi s-au jucat doar două meciuri, Germania împotriva Suediei și România împotriva Braziliei, iar în cea de-a doua zi s-au disputat meciul pentru locurile 3-4 și finala competiției.
| 20 martie 2015 DigiSport118:00 | Suedia               | 33 - 32 (Prel.) | Germania     | Sala Polivalentă, Cluj-Napoca Asistență: 6.000 Arbitri: Florescu, Stoia |
| 20 martie 2015 DigiSport118:00 | Blohm 7              | (13 - 12)       | Minevskaja 6 | Sala Polivalentă, Cluj-Napoca Asistență: 6.000 Arbitri: Florescu, Stoia |
| 20 martie 2015 DigiSport118:00 | Cronica              |                 |              | Sala Polivalentă, Cluj-Napoca Asistență: 6.000 Arbitri: Florescu, Stoia |
| 20 martie 2015 DigiSport118:00 | FT: 27-27 Prel.: 6–5 |                 |              | Sala Polivalentă, Cluj-Napoca Asistență: 6.000 Arbitri: Florescu, Stoia |

| 20 martie 2015 DigiSport320:00 | România   | 27 - 19  | Brazilia    | Sala Polivalentă, Cluj-Napoca Asistență: 7.200 Arbitri: Antić, Jakovljević |
| 20 martie 2015 DigiSport320:00 | Nechita 7 | (13 - 9) | Rodrigues 7 | Sala Polivalentă, Cluj-Napoca Asistență: 7.200 Arbitri: Antić, Jakovljević |
| 20 martie 2015 DigiSport320:00 | 2×        | Cronica  | 3×          | Sala Polivalentă, Cluj-Napoca Asistență: 7.200 Arbitri: Antić, Jakovljević |

### Meciul pentru locurile 3-4
| 21 martie 2015 DigiSport318:00 | Germania                     | 25 - 20 | Brazilia    | Sala Polivalentă, Cluj-Napoca Asistență: 7.200 Arbitri: Florescu, Stoia |
| 21 martie 2015 DigiSport318:00 | Minevskaja, Naidzinavicius 5 | (12-9)  | Rodrigues 7 | Sala Polivalentă, Cluj-Napoca Asistență: 7.200 Arbitri: Florescu, Stoia |
| 21 martie 2015 DigiSport318:00 | 3× 2×                        | Cronica | 1× 3×       | Sala Polivalentă, Cluj-Napoca Asistență: 7.200 Arbitri: Florescu, Stoia |

### Finala
| 21 martie 2015 DigiSport320:00 | România | 17 - 26 | Suedia             | Sala Polivalentă, Cluj-Napoca Asistență: 7.200 Arbitri: Antić, Jakovljević |
| 21 martie 2015 DigiSport320:00 | Neagu 7 | (6-14)  | Odén, Torstenson 4 | Sala Polivalentă, Cluj-Napoca Asistență: 7.200 Arbitri: Antić, Jakovljević |
| 21 martie 2015 DigiSport320:00 | 5× 2×   | Cronica | 2×                 | Sala Polivalentă, Cluj-Napoca Asistență: 7.200 Arbitri: Antić, Jakovljević |

## Clasament și statistici
|   | Suedia   |
|   | România  |
|   | Germania |
| 4 | Brazilia |

### Premii
- Cea mai bună jucătoare:  Linnea Torstenson (SWE)
- Cea mai bună marcatoare:  Cristina Neagu (ROU) (13 goluri)
- Cel mai bun portar:  Paula Ungureanu (ROU)